# Hanna (Wyoming)
Hanna és una població dels Estats Units a l'estat de Wyoming. Segons el cens del 2000 tenia 873 habitants.

## Demografia
Segons el cens del 2000, Hanna tenia 873 habitants, 367 habitatges, i 245 famílies. La densitat de població era de 165,2 habitants/km².
Dels 367 habitatges en un 27,2% hi vivien nens de menys de 18 anys, en un 53,7% hi vivien parelles casades, en un 9% dones solteres, i en un 33% no eren unitats familiars. En el 27,5% dels habitatges hi vivien persones soles el 12,3% de les quals corresponia a persones de 65 anys o més que vivien soles. El nombre mitjà de persones vivint en cada habitatge era de 2,38 i el nombre mitjà de persones que vivien en cada família era de 2,87.
Per edats la població es repartia de la següent manera: un 25,7% tenia menys de 18 anys, un 6% entre 18 i 24, un 23,6% entre 25 i 44, un 30,1% de 45 a 60 i un 14,7% 65 anys o més.
L'edat mediana era de 42 anys. Per cada 100 dones de 18 o més anys hi havia 96,7 homes.
La renda mediana per habitatge era de 36.364 $ i la renda mediana per família de 39.219 $. Els homes tenien una renda mediana de 41.000 $ mentre que les dones 22.917 $. La renda per capita de la població era de 16.062 $. Entorn del 18,4% de les famílies i el 20,4% de la població estaven per davall del llindar de pobresa.

## Poblacions més properes
El següent diagrama mostra les poblacions més properes.